# An Economic Theory of Democracy
An Economic Theory of Democracy ist der Titel einer 1957 erschienenen Monografie des amerikanischen Politik- und Wirtschaftswissenschaftlers Anthony Downs. Eine deutschsprachige Ausgabe wurde 1968 unter dem Titel „Ökonomische Theorie der Demokratie“ veröffentlicht. In dem Buch entwickelt Downs eine auf wirtschaftlichen Prämissen beruhende Erklärung der Beziehungen zwischen Parteien und Wählern in einer Demokratie und des Verhaltens von Individuen bei politischen Wahlen. Das Werk gilt als Grundlage des Rational-Choice-Ansatzes in der Wahlforschung und als Klassiker der politischen Theorie.

## Inhalt
In dem Werk „An Economic Theory of Democracy“, mit dem Anthony Downs in unveränderter Form seine an der Stanford University eingereichte Dissertationsschrift veröffentlichte, entwickelte er aufbauend auf Ideen von Max Weber und Joseph Schumpeter eine auf ökonomischen Prinzipien basierende Auffassung des politischen Systems in einem demokratischen Staatswesen. In diesem Sinne betrachtete er Parteien wie Anbieter und Wähler wie Konsumenten eines Marktes. Dieses Grundmodell, das er im ersten Teil des Buches beschrieb, basiert auf der Annahme, dass sich diese beiden Gruppen rational verhalten und eine Maximierung ihres „Nutzeneinkommens“ anstreben. Wähler entscheiden sich dieser Prämisse zufolge bei einer politischen Wahl für diejenige Alternative, von der sie annehmen, dass sie ihnen am ehesten die Verwirklichung ihrer eigenen Ziele ermöglicht. Entscheidend für die Wähler sei also im Sinne ihres Nutzeneinkommens das Erreichen vorgegebener Ziele vorwiegend wirtschaftlicher und politischer Art. Als Nutzeneinkommen der Parteien sieht Anthony Downs hingegen die Vorteile, die sie aus der Erlangung öffentlicher Ämter erzielen. Diesbezüglich definiert er das Gewinnen von Wahlen als den einzigen von den Parteien verfolgten Zweck, weshalb sie an keine bestimmten inhaltlichen Programme gebunden seien, da diese lediglich als Mittel zum Zweck fungieren würden. 
Im zweiten Teil seines Werkes ging Downs auf die Bedeutung von Unsicherheit bei den Entscheidungen der Parteien und Wähler ein. Die Wähler orientieren sich dabei nach seiner Auffassung vor allem an der „Parteiideologie“, einer Abbildung aller politischen Positionen auf einer eindimensionalen Links-Rechts-Skala, wodurch sie Informationskosten sparen. Die Parteien entscheiden sich seiner Meinung nach für die Position auf dieser Skala, die ihnen ein Maximum an Wählerstimmen sichert. Ergebnis sei eine Konvergenz der Positionierung der Parteien in der politischen Mitte. Der dritte Teil des Buches ist dem Verhältnis von Informationskosten und Nutzeneinkommen sowie den sich daraus ergebenden Konsequenzen für das Verhalten der Wähler gewidmet. Diesbezüglich postuliert Downs, dass Wähler nur bereit wären, Informationskosten zu investieren, wenn ihre Stimme für den Wahlausgang eine Rolle spielen würde. Da dies sehr unwahrscheinlich ist, seien Wähler bezüglich politischer Sachfragen „rationale Ignoranten“. Darüber hinaus geht er davon aus, dass sich die Beteiligung von Individuen an Wahlen nur dadurch erklären ließe, dass diese in der Stimmabgabe selbst einen Wert, wie beispielsweise einen Beitrag zur Aufrechterhaltung der Demokratie, sehen würden.

## Kritik
In Frage gestellt wurde an den von Anthony Downs in „An Economic Theory of Democracy“ dargelegten Überlegungen unter anderem seine Auffassung von politischen Parteien und vom Parteiensystem. Das gilt insbesondere für seine Betonung der Bedeutung der gesamten Wählerschaft für das Verhalten von Parteien anstelle des Einflusses von Kernwählern, die vergleichbar mit Investoren die Parteien auf bestimmte Handlungen im Sinne von Investoreninteressen festlegen könnten.
Auch die Nichtberücksichtigung von Einflussgrößen auf das Wahlverhalten, die sich aus anderen Theorien der Wahlforschung ergeben, wurde kritisiert. Dies betrifft beispielsweise die Parteiidentifikation, die Bewertung der Kandidaten durch die Wähler sowie sozialstrukturell begründete Faktoren. Nach Jürgen Habermas hätten zudem rational handelnde Akteure streng genommen keine hinreichenden Gründe zur Einhaltung der demokratischen Spielregeln. Das Gesamtmodell von Anthony Downs, das im Wesentlichen aus Wählern, Parteien, Regierungen und dem Wahlrecht besteht, wurde außerdem als zu starke Vereinfachung kritisiert.

## Bedeutung
Anthony Downs legte mit dem Buch „An Economic Theory of Democracy“ die Grundlage für den Rational-Choice-Ansatz zur Erklärung des Wählerverhaltens, der neben dem von Angus Campbell sowie seinen Mitarbeitern Philip E. Converse, Warren E. Miller und Donald E. Stokes in ihrer Abhandlung „The American Voter“ begründetem Ann-Arbor-Modell und der auf Paul Felix Lazarsfelds Werk „The People’s Choice“ zurückgehenden mikrosoziologischen Denkrichtung zu den drei Hauptströmungen der Wahlforschung zählt. Das Buch gilt aus diesem Grund als Klassiker der politischen Theorie sowie als eine der wichtigsten Veröffentlichungen zur Theorie der rationalen Entscheidung. Die Bedeutung des Werkes ergibt sich daraus, dass Anthony Downs theoretische und auf wenigen Annahmen basierende Erklärungen für verschiedene bereits bekannte Tatsachen postulierte, wie beispielsweise die Tendenz der Parteipositionen zur politischen Mitte, niedrige Wahlbeteiligungen sowie das gering ausgeprägte politische Interesse der Wähler. Er formulierte außerdem einer Reihe überprüfbarer Sätze, die er aus seinen theoretischen Überlegungen ableitete.